# Fannia
Fannia is een geslacht van vliegen uit de familie van de Fanniidae. De wetenschappelijke naam van het geslacht werd in 1830 voorgesteld door de Franse entomoloog Jean-Baptiste Robineau-Desvoidy. Hij beschreef als eerste soort Fannia saltatrix, een "uiterst algemene" soort (excessivement commune). Deze werd later beschouwd als een synoniem van Fannia scalaris (Fabricius, 1794).
Het is een uitgebreid geslacht met circa 300 beschreven soorten, waaronder de kleine kamervlieg. Ze komen wereldwijd voor; de meeste soorten worden gevonden in de gematigde streken van het noordelijk en zuidelijk halfrond. Sommige van de meest voorkomende soorten worden in landelijk gebied vaak aangetroffen in stallen waar varkens, vee of paarden worden gehouden; de larven ontwikkelen zich in de uitwerpselen en mest van de dieren. De larven van Fannia scalaris zijn vaak aan te treffen in latrines en mesthopen en F. scalaris en Fannia canicularis kunnen ook in menselijke uitwerpselen ontwikkelen. Deze, en nog andere soorten zouden ook myiasis kunnen veroorzaken bij mens en dier.

## Soorten
- Fannia abnormis (Stein, 1900)
- Fannia abrupta Malloch, 1924
- Fannia admirabilis Albuquerque, 1958[3]
- Fannia aequilineata Ringdahl, 1945
- Fannia aethiops Malloch, 1913[4][5]
- Fannia alaskensis Chillcott, 1961[6]
- Fannia alpina Pont, 1970[4][7]
- Fannia albisquama Wang & Zhang, 2008[8]
- Fannia annosa Chillcott, 1961[6]
- Fannia anthracinalis Domínguez & Pont, 2014[9]
- Fannia arcuata Chillcott, 1961[6]
- Fannia arizonensis Chillcott, 1961[6]
- Fannia armata (Meigen, 1826)[10][4]
- Fannia atra (Stein, 1895)[4]
- Fannia atripes Stein, 1916[4]
- Fannia barbata (Stein, 1892)[4]
- Fannia bigelowi Chillcott, 1961[4][6]
- Fannia binotata Chillcott, 1961[6]
- Fannia biseta Wang & Zhang, 2008[8]
- Fannia bohemica Barták, Preisler, Kanavalová & Kubík, 2021[11]
- Fannia borealis Chillcott, 1961[6]
- Fannia bradorei Chillcott, 1961[6]
- Fannia brevicauda Chillcott, 1961[6]
- Fannia brevipalpis Chillcott, 1961[6]
- Fannia brinae Albuquerque, 1951[4][12]
- Fannia brooksi Chillcott, 1961[6]
- Fannia canicularis (Linnaeus, 1761)[4]
- Fannia carbonaria (Meigen, 1826)[4]
- Fannia carbonella (Stein, 1895)[4]
- Fannia ceringogaster Chillcott, 1961[6]
- Fannia ciliatissima Chillcott, 1961[6]
- Fannia cinerea Chillcott, 1961[6]
- Fannia clara Collin, 1939[4][13]
- Fannia clavata Chillcott, 1961[6]
- Fannia collini d'Assis-Fonseca, 1966[4][14]
- Fannia columbiana Chillcott, 1961[6]
- Fannia coracina (Loew, 1873)[4]
- Fannia corvina (Verrall, 1892)[4]
- Fannia cothurnata (Loew, 1873)[4]
- Fannia dianensis Wang & Zhang, 2011[15]
- Fannia difficilis (Stein, 1895)[4]
- Fannia doxonglaensis Wang & Zhang, 2008[8]
- Fannia elongata Chillcott, 1961[6]
- Fannia enigmata Chillcott, 1961[6]
- Fannia eremna Chillcott, 1961[6]
- Fannia falcata Chillcott, 1961[6]
- Fannia fasciculata (Loew, 1873)[4]
- Fannia fuscinata Chillcott, 1961[6]
- Fannia fuscitibia Stein, 1920[4]
- Fannia fuscula (Fallén, 1825)[4]
- Fannia garretti Chillcott, 1961[6]
- Fannia genualis (Stein, 1895)[4]
- Fannia gilvitarsis Chillcott, 1961[6]
- Fannia glaucescens (Zetterstedt, 1845)[4]
- Fannia gotlandica Ringdahl, 1926[4]
- Fannia grahami Chillcott, 1961[6]
- Fannia hinei Chillcott, 1961[6]
- Fannia hirticeps (Stein, 1892)[4]
- Fannia hirundinis Ringdahl, 1948[4]
- Fannia hollowayae Domínguez & Pont, 2014[9]
- Fannia immutica Collin, 1939[4][13]
- Fannia incisurata (Zetterstedt, 1838)[4]
- Fannia indica Chillcott, 1961[6]
- Fannia intermedia Chillcott, 1961[6]
- Fannia ipinensis Chillcott, 1961[6]
- Fannia jezoensis Nishida, 1976[16]
- Fannia krimensis Ringdahl, 1934[4]
- Fannia laqueorum Domínguez & Pont, 2014[9]
- Fannia latifrontalis Hennig, 1955[4]
- Fannia latipalpis (Stein, 1892)[4]
- Fannia lepida (Wiedemann, 1817)[4]
- Fannia leucogaster Chillcott, 1961[6]
- Fannia leucosticta (Meigen, 1838)[4]
- Fannia limbata (Tiensuu, 1938)[4][17]
- Fannia lineata (Stein, 1895)[4]
- Fannia lucida Chillcott, 1961[6]
- Fannia lucidula (Zetterstedt, 1860)
- Fannia lugubrina (Zetterstedt, 1838)[4]
- Fannia lustrator (Harris, 1780)[4]
- Fannia macalpinei Chillcott, 1961[6]
- Fannia magnicornis Domínguez & Pont, 2014[9]
- Fannia mainling Wang & Zhang, 2008[8]
- Fannia mangerensis Domínguez & Pont, 2014[9]
- Fannia manicata (Meigen, 1826)[4]
- Fannia malagasica Pont, 2006[18]
- Fannia melania (Dufour, 1839)[4]
- Fannia melanura Chillcott, 1961[6]
- Fannia mercurialis Domínguez & Pont, 2014[9]
- Fannia meridionalis Chillcott, 1961[6]
- Fannia metallipennis (Zetterstedt, 1838)[4]
- Fannia micheneri Chillcott, 1961[6]
- Fannia minutipalpis (Stein, 1895)[4]
- Fannia mollissima (Haliday, 1840)[4]
- Fannia monilis (Haliday, 1838)[4]
- Fannia monticola Pont, 1996[4][19]
- Fannia morrisoni Malloch, 1913[20]
- Fannia moseri Chillcott, 1965[21]
- Fannia multiseta Wang & Zhang, 2008[8]
- Fannia multisetosa Chillcott, 1961[6]
- Fannia neomexicana Chillcott, 1961[6]
- Fannia neopolychaeta Chillcott, 1961[6]
- Fannia neotomaria Chillcott, 1961[6]
- Fannia nidica Collin, 1939[4][13]
- Fannia nigra Malloch, 1910[4]
- Fannia nigribasicosta Wang & Zhang, 2008[8]
- Fannia norvegica Ringdahl, 1934[4]
- Fannia novalis Pont, 1965[4][22]
- Fannia nudiseta Chillcott, 1961[6]
- Fannia operta Chillcott, 1961[6]
- Fannia oregonensis Chillcott, 1961[6]
- Fannia ornata (Meigen, 1826)[10][4]
- Fannia pallitibia (Rondani, 1866)[4]
- Fannia parva (Stein, 1895)[4]
- Fannia pauli Pont, 1997[4][23]
- Fannia pellucida (Stein, 1898)
- Fannia penepretiosa Chillcott, 1961[6]
- Fannia polychaeta (Stein, 1895)[4]
- Fannia postica (Stein, 1895)[4]
- Fannia posticata (Meigen, 1826)[10][4]
- Fannia presignis Chillcott, 1961[6]
- Fannia prolata Chillcott, 1961[6]
- Fannia pruinosa (Meigen, 1826)[10][4]
- Fannia pseudonorvegica d'Assis-Fonseca, 1966[4][14]
- Fannia pseudoscalaris Séguy, 1926
- Fannia pubescens Stein, 1908
- Fannia punctifemoralis Wang & Zhang, 2011[15]
- Fannia pusio (Wiedemann, 1830)[4]
- Fannia rabdionata Karl, 1940[4]
- Fannia ringdahlana Collin, 1939[4][13]
- Fannia rondanii (Strobl, 1893)[4]
- Fannia robusta Chillcott, 1961[6]
- Fannia scalaris (Fabricius, 1794)[4]
- Fannia scyphocerca Chillcott, 1961[6]
- Fannia sequoiae Chillcott, 1961[6]
- Fannia serena (Fallén, 1825)[4]
- Fannia serrata Chillcott, 1961[6]
- Fannia setifer Chillcott, 1961[6]
- Fannia shinahamae Chillcott, 1961[6]
- Fannia similis (Stein, 1895)[4]
- Fannia sociella (Zetterstedt, 1845)[4]
- Fannia spathiophora Malloch, 1918[4]
- Fannia speciosa (Villeneuve, 1898)[4]
- Fannia stigi Rognes, 1982[4]
- Fannia subatripes d'Assis-Fonseca, 1967[4][24]
- Fannia subpellucens (Zetterstedt, 1845)[4]
- Fannia subpubescens Collin, 1958[4][25]
- Fannia subsimilis Ringdahl, 1934[4]
- Fannia tescorum Chillcott, 1961[6]
- Fannia tibetana Wang & Zhang, 2008[8]
- Fannia trigonifera Chillcott, 1961[6]
- Fannia triregun Domínguez & Pont, 2014[9]
- Fannia tuberculata (Zetterstedt, 1849)[4]
- Fannia tundrarum Chillcott, 1961[6]
- Fannia tunisiae Chillcott, 1961[4][6]
- Fannia umbratica Collin, 1939[4][13]
- Fannia umbrosa (Stein, 1895)[4]
- Fannia ungulata Chillcott, 1961[6]
- Fannia variabilis Chillcott, 1961[6]
- Fannia verrallii (Stein, 1895)[4]
- Fannia vesparia (Meade, 1891)[4]
- Fannia vespertilionis Ringdahl, 1934[4]